# Dionys Mascolo
Pour les articles homonymes, voir Mascolo.
Dionysos Mascolo dit Dionys Mascolo, né le 11 février 1916 à Saint-Gratien et mort le 20 août 1997 à Paris 12e, est un résistant, militant politique communiste et essayiste français.

## Biographie
Issu d'une famille d'immigrés italiens, Mascolo exerce plusieurs petits métiers lorsqu'il se retrouve, à la mort de son père, chargé de famille. Lecteur chez Gallimard durant l'Occupation, il y rencontre Marguerite Duras, dont il devient l'amant, et se lie d'amitié avec son mari Robert Antelme. Avec eux, il crée le « groupe de la rue Saint-Benoît ». Il rejoint la Résistance, sous le pseudonyme de Lieutenant Masse, au sein du réseau du Mouvement national des prisonniers de guerre et déportés, dirigé par François Mitterrand. En 1944, il commence une relation discrète avec l'épouse de Charles Delval, l'agent de la Gestapo qui a fait arrêter Robert Antelme et qui a été condamné à mort et exécuté. Ils ont un enfant. À la Libération, il participe avec Georges Bauchamp et le concours de François Mitterrand, alors commissaire aux prisonniers, au rapatriement à Paris de Robert Antelme, agonisant à Dachau, comme le raconte Marguerite Duras dans un récit autobiographique intitulé La Douleur. Il épouse Marguerite Duras en 1947. Ils ont un enfant, Jean.
Il est à l'origine de la création des éditions de la Cité Universelle, qui publie notamment L'Espèce humaine de Robert Antelme et L'An zéro de l'Allemagne d'Edgar Morin. Lui-même, sous le pseudonyme de Jean Gratien, y publie son premier ouvrage, une anthologie critique des textes de Saint-Just.
En 1946, il adhère, à la requête de Morin, au Parti communiste. Ses relations avec le parti s'enveniment cependant rapidement. En 1947, il s'oppose ainsi à toute intervention du parti dans le domaine artistique, ce qui lui vaut une condamnation des responsables du secteur des intellectuels du parti, notamment Laurent Casanova et Jean Kanapa, qui est le plus violent à son égard.
En 1950, il est, conjointement avec Duras et Antelme, exclu du parti.
Il n'en reste pas moins attaché à l'idéal communiste, et préconise même régulièrement de voter pour le PCF, malgré toutes les réserves qu'il exprime sur la bureaucratie dirigeante du parti.
En 1953, son grand ouvrage Le Communisme, témoigne de cette volonté de penser différemment le communisme, qui évoluera ensuite vers une négation de la pertinence du clivage droite/gauche, qui est à ses yeux un produit de la pensée humaniste et non pas révolutionnaire.
Durant toute cette période, il accueille, avec Marguerite, de nombreux intellectuels de gauche dans leur appartement de la rue Saint-Benoit pour des échanges divers. On y retrouve notamment Merleau-Ponty, Claude Roy, Maurice Nadeau ou Jean-Pierre Vernant. Le couple se sépare en 1956.
Il se rapproche aussi du mouvement surréaliste, conforté par le bon accueil fait par André Breton à son ouvrage Le Communisme et par la présence régulière de jeunes surréalistes, et notamment Jean Schuster, dont il deviendra un proche, dans le « groupe de la rue Saint-Benoît ».
Anticolonialiste, il est en 1955 l'initiateur et l'un des principaux animateurs du Comité des intellectuels français contre la poursuite de la guerre en Afrique du Nord. Il participe aussi, à partir de 1957, au Cercle international des intellectuels révolutionnaires qui défend, outre les victimes de la répression coloniale, les dissidents hongrois et polonais.
Son activité politique est alors intense et explique en partie que le rythme de ses publications se ralentisse fortement. Ainsi, en 1958, il fonde, avec Jean Schuster, une revue antigaulliste, Le 14 juillet. Deux ans plus tard, en 1960, il rédige, avec Maurice Blanchot et Jean Schuster, la Déclaration sur le droit à l'insoumission dans la guerre d'Algérie (dite Manifeste des 121).
Malgré tous ses efforts, il ne parvient pas à poursuivre cette initiative dans une revue dont il a le projet. Séduit par le castrisme dans les années 1960, il s'en détache cependant lorsque le régime cubain apporte son soutien à la répression du Printemps de Prague.
En mai 68, il est, avec Maurice Blanchot, à l'origine de la création d'un Comité d'action étudiants-écrivains, qui publie à partir d'octobre une revue, Comité, dont il est un des principaux contributeurs. 
Remarié en 1977 avec Solange Le Prince, le couple a une fille, Virginie Mascolo.
En 1989, il est filmé par Gérard Courant pour sa série Cinématon. Il est le numéro 1146 de cette anthologie cinématographique. Le cinéaste l'a également filmé pour ses autres séries cinématographique, à savoir Lire (en 1989), Couple (en 1989) et Portrait de groupe (en 1990).
Dionys Mascolo meurt le 20 août 1997.

## Citation
« Être révolutionnaire, ce n'est pas être un peu plus de gauche, c'est même ne pas l'être. »

## Œuvres
- Présentation des Œuvres de Saint-Just sous le pseudonyme de Jean Gratien, Paris, Éditions de la Cité Universelle, 1946 (lire en ligne)
- Le Communisme. Révolution et communication ou la dialectique des valeurs et des besoins, Paris, Gallimard, 1953 ; réédition avec une postface de Michel Surya, Paris, Lignes, 2018
- Lettre polonaise : sur la misère intellectuelle en France, Paris, Les Éditions de Minuit, 1957
- Autour d'un effort de mémoire : sur une lettre de Robert Antelme, Paris, Maurice Nadeau, 1987
- De l'amour, Paris, Urdla éditions, 1993 ; rééd. Paris, Benoît Jacob, 1999
- Haine de la philosophie : Heidegger pour modèle, Paris, Jean-Michel Place, 1993
- Du rôle de l'intellectuel dans le mouvement révolutionnaire, ouvrage collectif (Jean-Paul Sartre, Bernard Pingaud, Dionys Mascolo)
- Marguerite Duras par Marguerite Duras, Jacques Lacan, Maurice Blanchot et Dionys Mascolo
- A la recherche d'un communisme de pensée, Tours, Fourbis, 1993
- Nietzsche, l'esprit moderne et l'Antéchrist, Paris, Farrago, 2000 (extrait de À la recherche d'un communisme de pensée)
- Entêtements, Paris, Benoît Jacob, 2004
- «Lettre de Dionys Mascolo à Philippe Lacoue-Labarthe du 27 juillet 1984», dans Maurice Blanchot. Passion politique, Jean-Luc Nancy, Paris, Galilée, 2011, pp. 63-71
- Sur le sens et l'usage du mot gauche - suivi de contre les idéologies de la mauvaise conscience, Paris, Nouvelles éditions Lignes, 2011 ; rééd. 2022, avec postface d’Alphonse Clarou[4]

## Littérature
- Maurice Blanchot : « Sur une approche du communisme », in L’amitié, Paris, 1971, p. 109-114
- Martin Crowley : « Dionys Mascolo: Art, Politics, Revolt », in Forum for Modern Language Studies, 2006 (42): 139-150
- Alain Jugnon, Communismes de pensée. Surya, Mascolo, Bataille, Lignes, 2016.

## Filmographie
- Jaune le soleil de Marguerite Duras, 1971.
- Le Sourire vertical de Robert Lapoujade, 1973.
- La Femme du Gange de Marguerite Duras, 1974.
- Mes petites amoureuses de Jean Eustache, 1974.
- Flammes de Adolfo Arrieta, 1978.
- Cinématon #1146 de Gérard Courant, 1989.
- Couple #55 de Gérard Courant, 1989.
- Lire #37 de Gérard Courant, 1989.
- Le Nouvel hiver, Carnets filmés de Gérard Courant, 1991.